# エレクトリカル・オーディオ

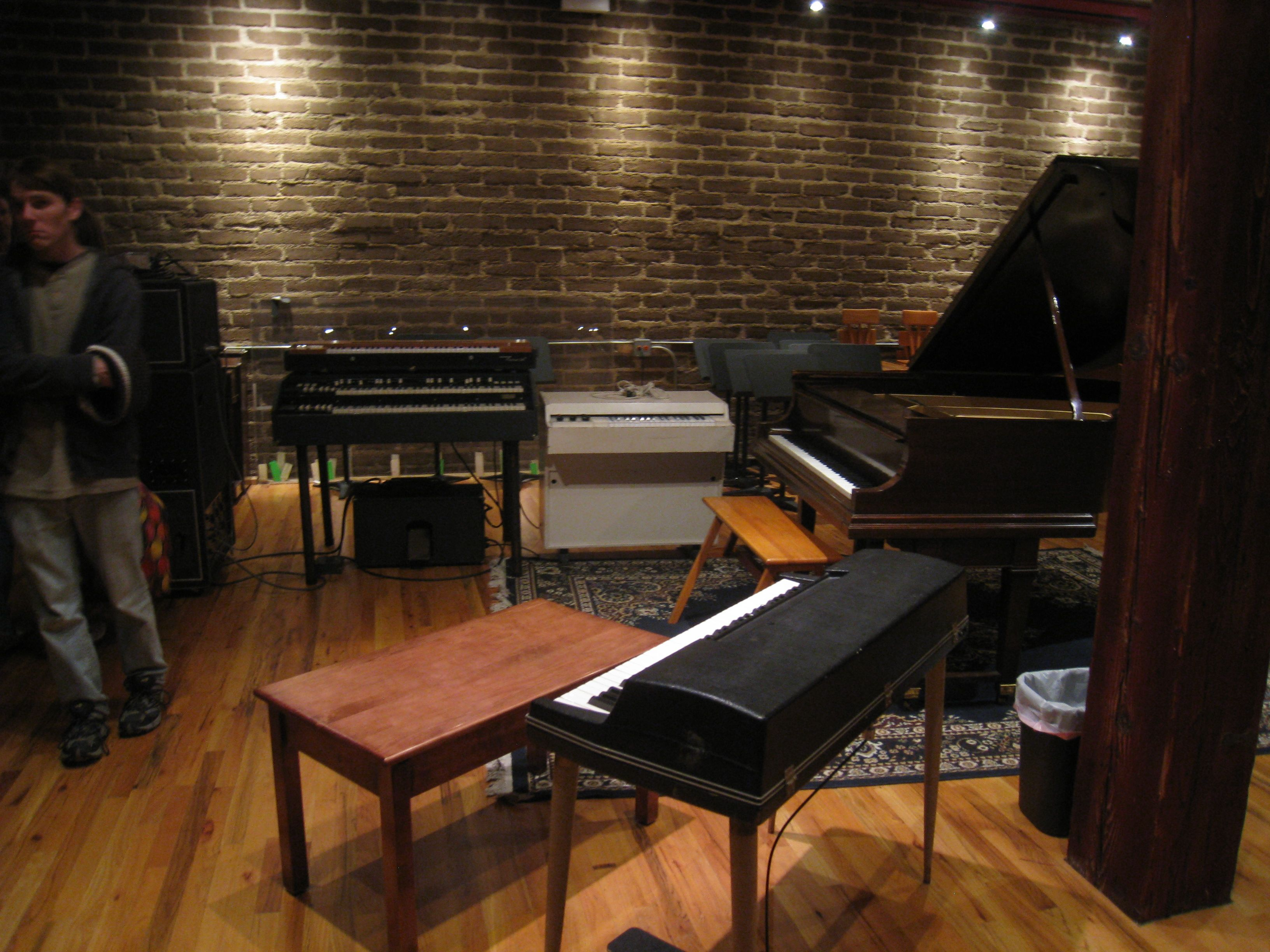
スタジオB（2011年11月撮影）

エレクトリカル・オーディオ（Electrical Audio）は、アメリカのイリノイ州、シカゴにあるレコーディング・スタジオである。1997年にレコーディング・エンジニアであるスティーヴ・アルビニによって設立された。多くのオルタナティヴ／インディー・ロックアーティストがここでレコーディングを行った。
デジタル録音が主流となる中で、ミキシング・コンソールやテープレコーダーのみのアナログ録音設備が特徴。エレクトリカル・オーディオは広いスタジオAとより狭いスタジオBに分かれ、レコーディングルームは後に余計なプロダクションを付け加えないよう、自然なリバーブを生み出すようにデザインされている。